# Els Estanyols (Bolquera)
Els Estanyols és un conjunt de petits estanys i molleres del Pirineu, del terme comunal de Bolquera, de la comarca de l'Alta Cerdanya, a la Catalunya del Nord.
Es troben a 1.723 metres d'altitud, a la zona central del terme comunal de Bolquera. Són a prop al nord-est de l'Estany del Ticó, al costat mateix, oest, de la carretera D - 618.
El lloc dels Estanyols és freqüentment visitat pels excursionistes de la zona del Llac de la Bollosa.